# Le Pire Voyage au monde

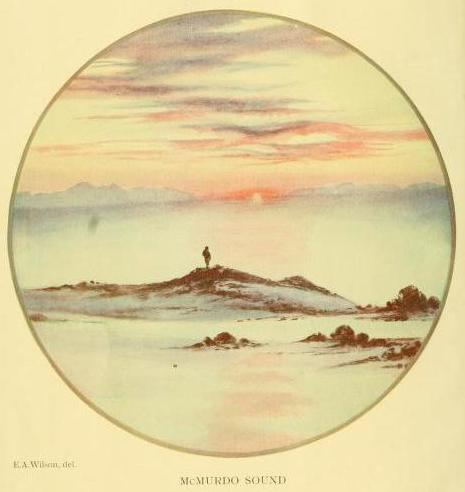
Frontispice.

Le Pire Voyage au monde (titre original : The Worst Journey in the World) est un livre de mémoires écrit et publié en 1922 par Apsley Cherry-Garrard, membre survivant de l'expédition Terra Nova (1910-1913) dirigée par Robert Falcon Scott. Il reçoit à sa sortie beaucoup de louanges pour son franc parler sur les difficultés de l'expédition, les causes de son résultat désastreux et le sens éventuel de la souffrance humaine dans des conditions extrêmes.
En 2001, le magazine National Geographic Adventure nomme The Worst Journey in the World comme le « meilleur livre d'aventure de tous les temps ».
Un docufiction The Worst Journey in the World (en) inspiré du livre éponyme et écrit par Mark Gatiss, est diffusé sur BBC Four le 13 juin 2007.